# Ивашин, Николай Митрофанович
Николай Митрофанович Ивашин (3 августа 1931, Вязовое, Центрально-Чернозёмная область — 23 января 1989, Глядянское, Курганская область) — комбайнер Островской МТС Звериноголовского района Курганской области.

## Биография
Николай Митрофанович Ивашин родился 3 августа 1931 года в крестьянской семье в селе Вязовом Вязовского сельсовета Краснояружского района Центрально-Чернозёмной области, ныне село — административный центр Вязовского сельского поселения Краснояружского района Белгородской области.
В 1939 году семья Ивашиных переехала в Зауралье, в село Прорывное Прорывинского сельсовета Звериноголовского района тогда Челябинской области, ныне Курганской области. Здесь Николай окончил семилетнюю школу и в 1944 году 12-летним мальчишкой пошёл работать в колхоз.
В 1948 году был направлен на учёбу в Шмаковскую школу механизации сельского хозяйства. По окончании учёбы работал в Островской МТС Звериноголовского района. Работал на комбайне «Коммунар». В 1950 году на полях колхоза «Прогресс» за 35 рабочих дней с убранной им площади намолотил 6260 центнеров зерна.
Указом Президиума Верховного Совета СССР от 14 мая 1951 года за достижение в 1950 году высоких показателей на уборке и обмолоте хлебов Ивашину Николаю Митрофановичу присвоено звание Героя Социалистического Труда с вручением ордена Ленина и Золотой медали «Серп и Молот».
В 1952 году снова работал по-ударному, уже на «Сталинце-6», и был награждён орденом Трудового Красного Знамени.
В 1952 году был призван в Советскую Армию. Служил в авиации Северного флота, окончил школу младших авиационных специалистов, получил специальность механика по электрооборудованию и приборам. Был отличником боевой и политической подготовки, окончил вечернюю школу. Член КПСС с 1953 года. В 1956 году был демобилизован.
Вернулся домой, на прежнее место работы. В 1958 году окончил Петуховский техникум механизации и электрификации сельского хозяйства, работал механиком Черкасовской ремонтно-тракторной станции Звериноголовского района.
В 1962 году был назначен главным инженером Притобольного совхоза. В 1967 году он окончил заочное отделение Челябинского института механизации и электрификации сельского хозяйства. За 12 лет работы в Притобольном совхозе был награждён ещё одним орденом Трудового Красного Знамени.
С 1974 по 1985 годы был управляющим Притобольным районным объединением по производственно-техническому обеспечению сельского хозяйства.
Всю свою трудовую жизнь вёл общественную работу. Избирался депутатом Курганского областного и районного Советов народных депутатов, более 10 лет был членом Притобольного райкома партии.
Жил в селе Глядянском Глядянского сельсовета Притобольного района Курганской области, ныне село — административный центр Притобольного муниципального округа той же области.
Николай Митрофанович Ивашин скончался 23 января 1989 года.Похоронен на Новом Рябковском кладбище города Кургана Курганской области.

## Награды
- Герой Социалистического Труда, 14 мая 1951 года
  - Орден Ленина
  - Медаль «Серп и Молот»
- Орден Трудового Красного Знамени, дважды: 1952 год и ? год
- Юбилейная медаль «За доблестный труд. В ознаменование 100-летия со дня рождения Владимира Ильича Ленина», 1970 год
- Медаль «За освоение целинных земель»